# Eupagia valida
Eupagia valida är en fjärilsart som beskrevs av W. Warren 1914. Eupagia valida ingår i släktet Eupagia och familjen mätare. Inga underarter finns listade i Catalogue of Life.